# Embrace (album, Armin van Buuren)
Embrace je šesté studiové album nizozemského trance DJ Armin van Buuren. Nahrávání se zúčastnili mimo jiné i tím, že Cosmic Gate, Gavin DeGraw, Hardwell, Eric Vloeimans a pan Probz.

## Seznam skladeb
Dne 1. října 2015, seznam písní na Embrace bylo oznámeno v epizodě # 733 z van Buuren je radio show A State of Trance.
| Autorem i producentem všech skladeb je Armin van Buuren | Autorem i producentem všech skladeb je Armin van Buuren | Autorem i producentem všech skladeb je Armin van Buuren                     | Autorem i producentem všech skladeb je Armin van Buuren |
| Pořadí                                                  | Název                                                   | Autor                                                                       | Délka                                                   |
| ------------------------------------------------------- | ------------------------------------------------------- | --------------------------------------------------------------------------- | ------------------------------------------------------- |
| 1.                                                      | Embrace (společně s Eric Vloeimans)                     | A. van Buuren; Eric Vloeimans                                               | 7:36                                                    |
| 2.                                                      | Another You (společně s Mr. Probz)                      | A. van Buuren; B. de Goeij; Dennis Princewell Stehr; Niels Geusebroek       | 3:10                                                    |
| 3.                                                      | Strong Ones (společně s Cimo Frankel)                   | A. van Buuren; B. de Goeij; Sebastian Thott; Andreas Moe; Cimo Fränkel      | 3:08                                                    |
| 4.                                                      | Make It Right (společně s Angel Taylor)                 | A. van Buuren; B. de Goeij; Angel Mae Taylor; Niels Geusebroek              | 5:41                                                    |
| 5.                                                      | Face of Summer (společně s Sarah Decourcy)              | A. van Buuren; Sarah Decourcy                                               | 6:38                                                    |
| 6.                                                      | Heading Up High (společně s Kensington)                 | A. van Buuren; Casper Starreveld; Eloi Youssef; Niles Vandenberg; Jan Haker | 3:52                                                    |
| 7.                                                      | Gotta Be Love (společně s Lyrica Anderson)              | A. van Buuren; Lyrica Anderson                                              | 6:41                                                    |
| 8.                                                      | Hands to Heaven (společně s Rock Mafia)                 | A. van Buuren; Tim James; Antonina Armato                                   | 6:02                                                    |
| 9.                                                      | Caught in the Slipstream (společně s BullySongs)        | A. van Buuren; Andrew Bullimore                                             | 5:07                                                    |
| 10.                                                     | Embargo (s Cosmic Gate)                                 | A. van Buuren; B. de Goeij; Claus Terhoeven; Stefan Bossems                 | 5:19                                                    |
| 11.                                                     | Freefall (společně s BullySongs)                        | A. van Buuren; B. de Goeij; Andrew Bullimore                                | 3:19                                                    |
| 12.                                                     | Indestructible (společně s DBX)                         | A. van Buuren; B. de Goeij; Daniel Bell                                     | 3:16                                                    |
| 13.                                                     | Old Skool                                               | A. van Buuren; B. de Goeij                                                  | 3:56                                                    |
| 14.                                                     | Off the Hook (s Hardwell)                               | A. van Buuren; B. de Goeij; Robbert van de Corput                           | 5:44                                                    |
| 15.                                                     | Looking for Your Name (společně s Gavin DeGraw)         | A. van Buuren; Gavin Shane DeGraw                                           | 4:53                                                    |